# 万斯洛特
万斯洛特（法語：Vincelottes，法語發音：[vɛ̃slɔt]）是法国勃艮第-弗朗什-孔泰大区约讷省的一个市镇，位于该省中部，属于欧塞尔区。

## 地理
万斯洛特（47°42'26"N, 3°38'25"E）面积1.85 平方千米，位于法国勃艮第-弗朗什-孔泰大區约讷省，该省份为法国中北部内陆省份，西接卢瓦雷省，西北接塞纳-马恩省，南至涅夫勒省，东临科多尔省，东北与奥布省接壤。
与万斯洛特接壤的市镇（或旧市镇、城区）包括：圣布里勒维讷、埃科利沃圣卡米耶、伊朗锡、万塞勒。

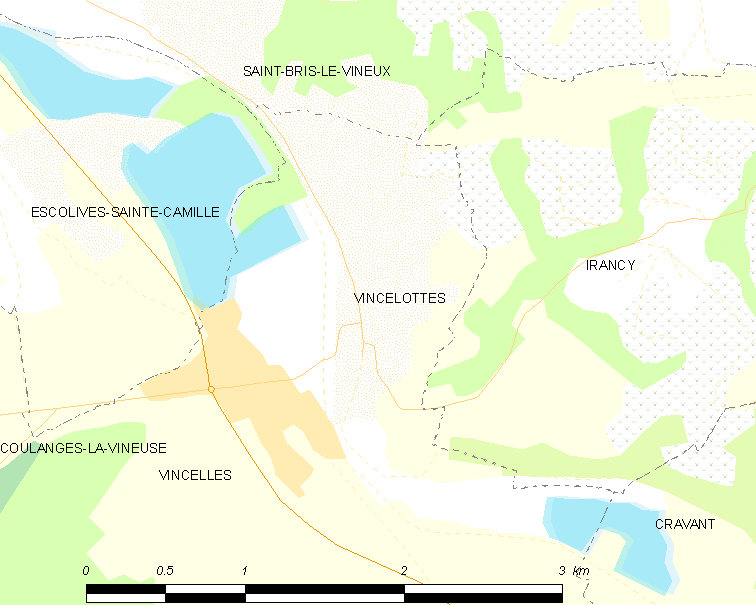
万斯洛特的OSM定位图

万斯洛特的时区为UTC+01:00、UTC+02:00（夏令时）。

## 行政
万斯洛特的邮政编码为89290，INSEE市镇编码为89479。

## 政治
万斯洛特所属的省级选区为万塞勒县。

## 人口

1962-2008年间万斯洛特人口变化图示

万斯洛特于2022年1月1日时的人口数量为282人。